# Jesús Mariano Angoy Gil
Jesús Mariano Angoy Gil (Alagó, 22 de maig de 1966) és un exfutbolista espanyol que jugà de porter al FC Barcelona. És conegut també pel fet de ser gendre de Johan Cruyff, amb qui coincidí al FC Barcelona.

## Primera etapa futbolística
Angoy es va formar al Calatayud i Barbastre a Aragó i passà a les categories del FC Barcelona, però no va debutar en el primer equip a la màxima categoria fins a la temporada 94/95, en el qual la lesió del titular Carles Busquets, va fer que Johan Cruyff triara Angoy per davant de Julen Lopetegi. Abans però, ja havia debutat a primera divisió a la 89/90, en jugar amb el CD Logroñes, on va estar en qualitat de cedit.
A la seva segona campanya amb el primer equip, Angoy va jugar quatre partits. Al final de la temporada, el porter i Cruyff van deixar el club. Angoy va provar sort al Còrdova, però no va fructificar i es va retirar del futbol.

## Etapa al futbol americà
El 1996 canvia de disciplina esportiva i fitxa pels Barcelona Dragons, de futbol americà, en qualitat de xutador. En aquest esport sí que va gaudir d'èxit i en els set anys que hi va estar al club de Barcelona va marcar fins a 328 punts, sent dels màxims golejadors de la lliga europea. El seu bon joc van fer que realitzés una prova en pretemporada amb els Denver Broncos, de la NFL, però no la va superar. Amb la dissolució dels Barcelona Dragons el 2003 es va incorporar als Bergamo Lions, un equip italià de futbol americà, gran dominador de la Superbowl del seu país. L'any 2005 milità a les files del Badalona Dracs, on finalitzà la seva carrera com a kicker.

## Segona etapa futbolística
Posteriorment, retornaria als camps de futbol, on va estar un breu període jugant amb el CE Europa, equip en el qual el gener de 2009 es va incorporar a l'organigrama tècnic com a preparador de porters del futbol base i la temporada 2010/11 com a entrenador del juvenil B.